# Karakter (personlighed)
 For alternative betydninger, se Karakter. (Se også artikler, som begynder med Karakter)
Karakter kan bruges i en bred eller snæver betydning. I bred betydning betyder det personlighed, mens den snævre betydning mere hentyder til en persons moral og viljestyrke.
Taler man om karakter i den brede betydning kan man også tale om "karaktertræk" der er dele af personligheden, og i en trækteori (Cloningers TCI) skelner man mellem temperamentstræk og karaktertræk.
Karakterafvigelse hentyder oftest ikke til personlighedsforstyrrelse i bred forstand (hvilket også inkluderer f.eks. skizoid eller ængstelig personlighedsforstyrrelse), men til psykopati (altså moral og viljestyrke).